# Mistrzostwa Słowenii w skokach narciarskich
Mistrzostwa Słowenii w skokach narciarskich – rozgrywane corocznie zawody sportowe, mające na celu wyłonienie najlepszych skoczków narciarskich w Słowenii.
Zawody organizowane są od 1992 roku. Składają się na nie konkursy indywidualne oraz drużynowe mężczyzn, jak również indywidualne wśród kobiet; te ostatnie rozgrywane są od 2003. W pierwszych latach zawody indywidualne rozgrywano w dwóch kategoriach: na skoczni dużej i normalnej. W latach 2001–2015 odbywały się konkursy tylko na jednej ze skoczni.
Rozgrywane są również letnie mistrzostwa kraju, podczas których, obok konkursów indywidualnych kobiet i mężczyzn oraz drużynowych mężczyzn, odbywają się też drużynowe zawody mieszane.

## Zimowe mistrzostwa Słowenii

### Mężczyźni, skocznia normalna
| Data | Miejsce       | Złoty medal    | Srebrny medal  | Brązowy medal    | Źr.           |
| ---- | ------------- | -------------- | -------------- | ---------------- | ------------- |
| 1992 |               | Franci Petek   |                |                  | [ 1 ]         |
| 1993 |               | Franci Petek   |                |                  | [ 1 ]         |
| 1994 |               | Matjaž Kladnik |                |                  | [ 1 ]         |
| 1995 |               | Samo Gostiša   |                |                  | [ 1 ]         |
| 1996 |               | Primož Peterka |                |                  | [ 1 ]         |
| 1997 |               | Primož Peterka |                |                  | [ 1 ]         |
| 1998 |               | Primož Peterka |                |                  | [ 1 ]         |
| 1999 |               | Miha Rihtar    |                |                  | [ 1 ]         |
| 2000 |               | Damjan Fras    |                |                  | [ 1 ]         |
| 2001 | nie rozegrano | nie rozegrano  | nie rozegrano  | nie rozegrano    | nie rozegrano |
| 2002 |               | Robert Kranjec |                |                  | [ 1 ]         |
| 2003 | Ljubno        | Primož Peterka | Robert Kranjec | Rok Benkovič     | [ 2 ]         |
| 2004 | Ljubno        | Gorazd Robnik  | Jure Bogataj   | Primož Peterka   | [ 3 ]         |
| 2004 | Planica       | Robert Kranjec | Primož Peterka | Rok Benkovič     | [ 3 ]         |
| 2005 | Kranj         | Jernej Damjan  | Robert Kranjec | Rok Urbanc       | [ 4 ]         |
| 2006 |               | Rok Benkovič   | Jernej Damjan  | Primož Peterka   | [ 5 ]         |
| 2007 | Planica       | Jernej Damjan  | Rok Urbanc     | Primož Pikl      | [ 6 ]         |
| 2008 | Kranj         | Robert Kranjec | Primož Peterka | Rok Mandl        | [ 7 ]         |
| 2009 | Kranj         | Robert Kranjec | Peter Prevc    | Žiga Mandl       | [ 8 ]         |
| 2010 | Kranj         | Robert Kranjec | Jernej Damjan  | Luka Leban       | [ 9 ]         |
| 2011 | Kranj         | Dejan Judež    | Peter Prevc    | Matej Dobovšek   | [ 10 ]        |
| 2012 | Kranj         | Peter Prevc    | Nejc Dežman    | Dejan Judež      | [ 11 ]        |
| 2013 | Kranj         | Peter Prevc    | Jaka Hvala     | Matjaž Pungertar | [ 12 ]        |
| 2014 | nie rozegrano | nie rozegrano  | nie rozegrano  | nie rozegrano    | nie rozegrano |
| 2015 | Kranj         | Peter Prevc    | Cene Prevc     | Jaka Hvala       | [ 13 ]        |
| 2016 | Kranj         | Domen Prevc    | Andraž Pograjc | Žiga Jelar       | [ 14 ]        |

### Mężczyźni, skocznia duża
| Data    | Miejsce       | Złoty medal    | Srebrny medal | Brązowy medal            | Źr.           |
| ------- | ------------- | -------------- | ------------- | ------------------------ | ------------- |
| 1992    |               | Matjaž Zupan   |               |                          | [ 1 ]         |
| 1993    |               | Urban Franc    |               |                          | [ 1 ]         |
| 1994    |               | Matjaž Kladnik |               |                          | [ 1 ]         |
| 1995    |               | Jaka Grosar    |               |                          | [ 1 ]         |
| 1996    |               | Jure Radelj    |               |                          | [ 1 ]         |
| 1997    |               | Primož Peterka |               |                          | [ 1 ]         |
| 1998    | nie rozegrano | nie rozegrano  | nie rozegrano | nie rozegrano            | nie rozegrano |
| 1999    |               | Primož Peterka |               |                          | [ 1 ]         |
| 2000    |               | Peter Žonta    |               |                          | [ 1 ]         |
| 2001–13 | nie rozegrano | nie rozegrano  | nie rozegrano | nie rozegrano            | nie rozegrano |
| 2014    | Planica       | Peter Prevc    | Anže Lanišek  | Nejc Dežman              | [ 15 ]        |
| 2015    | nie rozegrano | nie rozegrano  | nie rozegrano | nie rozegrano            | nie rozegrano |
| 2016    | Planica       | Peter Prevc    | Anže Lanišek  | Domen Prevc              | [ 16 ]        |
| 2017    | Planica       | Jernej Damjan  | Domen Prevc   | Nejc Dežman              | [ 17 ]        |
| 2018    | Planica       | Timi Zajc      | Anže Semenič  | Tilen Bartol Peter Prevc | [ 18 ]        |
| 2019    | Planica       | Timi Zajc      | Anže Semenič  | Bor Pavlovčič            | [ 19 ]        |
| 2020    | Planica       | Anže Lanišek   | Timi Zajc     | Domen Prevc              | [ 20 ]        |
| 2021    | Planica       | Anže Lanišek   | Peter Prevc   | Domen Prevc              | [ 21 ]        |
| 2022    | Planica       | Timi Zajc      | Lovro Kos     | Cene Prevc               | [ 22 ]        |
| 2023    | Planica       | Anže Lanišek   | Timi Zajc     | Domen Prevc              | [ 23 ]        |
| 2024    | Planica       | Lovro Kos      | Timi Zajc     | Anže Lanišek             | [ 24 ]        |
| 2025    | Planica       | Anže Lanišek   | Timi Zajc     | Domen Prevc              | [ 25 ]        |

### Mężczyźni, drużynowo
| Data    | Miejsce       | Złoty medal                                                                    | Srebrny medal                                                               | Brązowy medal                                                                      | Źr.           |
| ------- | ------------- | ------------------------------------------------------------------------------ | --------------------------------------------------------------------------- | ---------------------------------------------------------------------------------- | ------------- |
| 1993    |               | SSK Ilirija                                                                    |                                                                             |                                                                                    | [ 1 ]         |
| 1994    |               | SSK Ilirija                                                                    |                                                                             |                                                                                    | [ 1 ]         |
| 1995    |               | SSK Ilirija                                                                    |                                                                             |                                                                                    | [ 1 ]         |
| 1996    |               | SK Triglav Kranj                                                               |                                                                             |                                                                                    | [ 1 ]         |
| 1997    |               | SK Triglav Kranj                                                               |                                                                             |                                                                                    | [ 1 ]         |
| 1998    |               | SK Triglav Kranj                                                               |                                                                             |                                                                                    | [ 1 ]         |
| 1999    |               | SK Triglav Kranj                                                               |                                                                             |                                                                                    | [ 1 ]         |
| 2000    |               | SSK Ilirija Feršped                                                            |                                                                             |                                                                                    | [ 1 ]         |
| 2001–02 | nie rozegrano | nie rozegrano                                                                  | nie rozegrano                                                               | nie rozegrano                                                                      | nie rozegrano |
| 2003    | Ljubno        | SK Triglav Kranj 1 Robert Kranjec Primož Peterka Rok Urbanc Bine Norčič        | SSK Ilirija 1 Damjan Fras Igor Medved Jure Radelj Blaž Vrhovnik             | SK Triglav Kranj 2                                                                 | [ 2 ]         |
| 2004    | Planica       | SK Triglav Kranj 1 Matevž Šparovec Bine Zupan Robert Kranjec Primož Peterka    | SK Triglav Kranj 2 Jure Bogataj Jan Tomazin Primož Urh-Zupan Rok Urbanc     | SSK Menges Vid Ojsteršek Peter Kürbus Uroš Peterka Rok Benkovič                    | [ 3 ]         |
| 2005    | Kranj         | SK Triglav Kranj 1 Bine Zupan Jure Bogataj Robert Kranjec Rok Urbanc           | SSK Ilirija 1 Igor Medved Jure Šinkovec Jure Radelj Jernej Damjan           | SSK Menges Rok Benkovič Uroš Peterka Peter Kürbus Jan Tomazin                      | [ 4 ]         |
| 2006    |               | SK Triglav Kranj 1 Bine Zupan Robert Kranjec Rok Urbanc Primož Peterka         | SSK Ilirija 1 Jernej Damjan Anže Damjan Jure Radelj Jure Šinkovec           |                                                                                    | [ 5 ]         |
| 2007    | Planica       | SSK Ilirija 1 Jernej Damjan Jure Radelj Anže Damjan Tim Babnik                 | SK Triglav Kranj 1 Rok Urbanc Dejan Plevnik Matej Dobovšek Robert Kranjec   | SSK Menges Jan Tomazin Matjaž Pungertar Peter Kürbus Rok Benkovič                  | [ 26 ]        |
| 2008    | Kranj         | SSK Costella Ilirija 1 Tim Babnik Matic Kramaršič Jure Šinkovec Jernej Damjan  | SK Triglav Kranj 1 Jure Bogataj Robert Kranjec Rok Urbanc Primož Peterka    | SK Triglav Kranj 2 Matej Dobovšek Peter Prevc Branko Iskra Primož Zupan            | [ 27 ]        |
| 2009    | Ljubno        | SSK Costella Ilirija 1 Anže Damjan Matic Kramaršič Jure Šinkovec Jernej Damjan | SK Triglav Kranj 1 Jaka Oblak Peter Prevc Rok Urbanc Primož Peterka         | NSK Tržič - Trifix Urban Sušnik Luka Leban Mitja Oranič Mitja Mežnar               | [ 28 ]        |
| 2010    | Kranj         | SK Triglav Kranj 1 Robert Kranjec Peter Prevc Rok Urbanc Matej Dobovšek        | SSK Costella Ilirija 1 Jernej Damjan Matic Kramaršič Rok Mandl Luka Brnot   | NSK Tržič - Trifix Mitja Mežnar Urban Sušnik Luka Leban Rok Zima                   | [ 29 ]        |
| 2011    | Kranj         | SK Triglav Kranj 1 Rok Urbanc Matej Dobovšek Dejan Judež Peter Prevc           | NSK Tržič - Trifix 1 Rok Zima Urban Sušnik Luka Leban Mitja Mežnar          | SSK Costella Ilirija 1 Žiga Mandl Rok Mandl Matic Kramaršič Jernej Damjan          | [ 30 ]        |
| 2012    | Kranj         | SK Triglav Kranj 1 Rok Urbanc Nejc Dežman Dejan Judež Robert Kranjec           | SSK Costella Ilirija 1 Matic Kramaršič Andraž Pograjc Žiga Mandl Tim Babnik | SK Triglav Kranj 2 Gašper Vodan Cene Prevc Matic Plaznik Matej Dobovšek            | [ 31 ]        |
| 2013    | Kranj         | SK Triglav Kranj 1 Cene Prevc Nejc Dežman Rok Urbanc Peter Prevc               | SSK Alpina 1 Tomaž Naglič Florjan Jelovčan Gašper Martinčič Matic Benedik   | SSK Costella Ilirija 1 Rožle Žagar Žiga Mandl Matic Kramaršič Andraž Pograjc       | [ 32 ]        |
| 2014    | Planica       | SK Triglav Kranj 1 Dejan Judež Cene Prevc Nejc Dežman Peter Prevc              | SSK Sam Ihan 1 Jernej Damjan Tilen Bartol Miha Kveder Gašper Bartol         | SSK Costella Ilirija 1 Žiga Mandl Matija Štemberger Andraž Pograjc Matic Kramaršič | [ 33 ]        |
| 2015    | Kranj         | SK Triglav Kranj 1 Robert Kranjec Cene Prevc Nejc Dežman Peter Prevc           | SSK Sam Ihan 1 Jernej Damjan Gašper Bartol Rožle Žagar Tilen Bartol         | SSK Ilirija 1 Jan Kus Matic Kramaršič Martin Capuder Andraž Pograjc                | [ 34 ]        |
| 2016    | Planica       | SK Triglav Kranj 1 Žiga Jelar Cene Prevc Domen Prevc Peter Prevc               | SSK Sam Ihan 1 Jure Šinkovec Miha Kveder Jernej Damjan Tilen Bartol         | SK Zagorje Rok Juvančič Ernest Prišlič Miran Zupančič Andraž Pograjc               | [ 35 ]        |
| 2017    | Planica       | SK Triglav Kranj 1 Domen Prevc Cene Prevc Žiga Jelar Nejc Dežman               | SSK Sam Ihan 1 Jernej Damjan David Krapež Miha Kveder Tilen Bartol          | ND Rateče Planica Bor Pavlovčič Rok Tarman Anže Lavtižar Lojze Petek               | [ 36 ]        |
| 2018    | Planica       | SK Triglav Kranj 1 Žiga Jelar Peter Prevc Nejc Dežman Domen Prevc              | SSK Ljubno BTC 1 Matevž Samec Jan Bombek Žak Mogel Timi Zajc                | SK Triglav Kranj 2 Robert Kranjec Nik Fabijan Aljaž Vodan Cene Prevc               | [ 37 ]        |
| 2019    | Planica       | SSK Ljubno BTC 1 Žak Mogel Matevž Samec Timi Zajc Medard Brezovnik             | SK Triglav Kranj 1 Domen Prevc Nik Fabijan Nejc Dežman Žiga Jelar           | SSK Ljubno BTC 2 Jan Bombek Lovro Vodušek Jernej Presečnik Luka Robnik             | [ 38 ]        |
| 2020    | Planica       | SK Triglav Kranj 1 Cene Prevc Žiga Jelar Domen Prevc Peter Prevc               | SSK Ljubno BTC 1 Žak Mogel Timi Zajc Jan Bombek Jernej Presečnik            | SSK Ilirija 1 Timotej Jeglič Matija Vidic Rok Masle Lovro Kos                      | [ 39 ]        |
| 2021    | Planica       | SK Triglav Kranj 1 Peter Prevc Mark Hafnar Domen Prevc Cene Prevc              | SSK Ljubno BTC 1 Jernej Presečnik Timi Zajc Jan Bombek Žak Mogel            | SSK Ilirija 1 Maksim Bartolj Timotej Jeglič Rok Masle Lovro Kos                    | [ 40 ]        |
| 2022    | Planica       | SK Triglav Kranj 1 Cene Prevc Peter Prevc Mark Hafnar Žiga Jelar               | SSK Ilirija 1 Matija Štemberger Lovro Kos Maksim Bartolj Matija Vidic       | SSK Ljubno BTC Timi Zajc Žak Mogel Matevž Samec Gorazd Završnik                    | [ 41 ]        |
| 2023    | Planica       | SK Triglav Kranj 1 Žiga Jelar Peter Prevc Domen Prevc Mark Hafnar              | SSK Ilirija 1 Tilen Bartol Rok Masle Matija Vidic Lovro Kos                 | SSK Ljubno BTC 1 Timi Zajc Žak Mogel Gorazd Završnik Jernej Presečnik              | [ 42 ]        |
| 2024    | Planica       | SSK Ilirija 1 Maksim Bartolj Matija Vidic Rok Masle Lovro Kos                  | SSK Ljubno BTC 1 Timi Zajc Gorazd Završnik Jernej Presečnik Žak Mogel       | SK Triglav Kranj 1 Domen Prevc Nejc Toporiš Mark Hafnar Žiga Jelar                 | [ 43 ]        |
| 2025    | Planica       | SSK Ilirija 1 Maksim Bartolj Matija Vidic Rok Masle Lovro Kos                  | SSK Ljubno BTC 1 Jaka Kramer Timi Zajc Vid Vrhovnik Žak Mogel               | SK Triglav Kranj 1 Žiga Jelar Ažbe Remic Nejc Toporiš Domen Prevc                  | [ 44 ]        |

### Kobiety, skocznia normalna
| Data | Miejsce       | Złoty medal     | Srebrny medal | Brązowy medal | Źr.           |
| ---- | ------------- | --------------- | ------------- | ------------- | ------------- |
| 2003 |               | Monika Pogladič |               |               | [ 1 ]         |
| 2004 | nie rozegrano | nie rozegrano   | nie rozegrano | nie rozegrano | nie rozegrano |
| 2005 |               | Monika Pogladič |               |               | [ 1 ]         |
| 2006 |               | Maja Vtič       |               |               | [ 1 ]         |
| 2007 | nie rozegrano | nie rozegrano   | nie rozegrano | nie rozegrano | nie rozegrano |
| 2008 | Kranj         | Maja Vtič       | Katja Požun   | Anja Tepeš    | [ 45 ]        |
| 2009 | Kranj         | Maja Vtič       | Špela Rogelj  | Manja Pograjc | [ 46 ]        |
| 2010 | Kranj         | Eva Logar       | Urša Bogataj  | Špela Rogelj  | [ 47 ]        |
| 2011 | Kranj         | Maja Vtič       | Eva Logar     | Špela Rogelj  | [ 48 ]        |
| 2012 | Kranj         | Katja Požun     | Maja Vtič     | Urša Bogataj  | [ 49 ]        |
| 2013 | Kranj         | Eva Logar       | Urša Bogataj  | Špela Rogelj  | [ 50 ]        |
| 2014 | nie rozegrano | nie rozegrano   | nie rozegrano | nie rozegrano | nie rozegrano |
| 2015 | Kranj         | Špela Rogelj    | Urša Bogataj  | Maja Vtič     | [ 51 ]        |
| 2016 | Kranj         | Maja Vtič       | Ema Klinec    | Eva Logar     | [ 52 ]        |

### Kobiety, skocznia duża
| Data | Miejsce       | Złoty medal   | Srebrny medal | Brązowy medal | Źr.           |
| ---- | ------------- | ------------- | ------------- | ------------- | ------------- |
| 2014 | Planica       | Katja Požun   | Maja Vtič     | Špela Rogelj  | [ 53 ]        |
| 2015 | nie rozegrano | nie rozegrano | nie rozegrano | nie rozegrano | nie rozegrano |
| 2016 | Planica       | Ema Klinec    | Eva Logar     | Maja Vtič     | [ 54 ]        |
| 2017 | Planica       | Maja Vtič     | Ema Klinec    | Eva Logar     | [ 55 ]        |
| 2018 | Planica       | Ema Klinec    | Urša Bogataj  | Nika Križnar  | [ 56 ]        |
| 2019 | Planica       | Urša Bogataj  | Ema Klinec    | Nika Križnar  | [ 57 ]        |
| 2020 | Planica       | Ema Klinec    | Urša Bogataj  | Nika Križnar  | [ 58 ]        |
| 2021 | Planica       | Nika Križnar  | Urša Bogataj  | Jerneja Brecl | [ 59 ]        |
| 2022 | Planica       | Urša Bogataj  | Ema Klinec    | Nika Križnar  | [ 60 ]        |
| 2023 | Planica       | Nika Križnar  | Urša Bogataj  | Ema Klinec    | [ 61 ]        |
| 2024 | Planica       | Nika Prevc    | Ema Klinec    | Nika Križnar  | [ 62 ]        |
| 2025 | Planica       | Nika Prevc    | Ema Klinec    | Tina Erzar    | [ 63 ]        |

## Letnie mistrzostwa Słowenii

### Mężczyźni, skocznia normalna
| Data       | Miejsce  | Złoty medal    | Srebrny medal  | Brązowy medal        | Źr.    |
| ---------- | -------- | -------------- | -------------- | -------------------- | ------ |
| przed 2001 |          |                |                |                      |        |
| 2001       | Mislinja | Igor Medved    | Damjan Fras    | Primož Peterka       | [ 64 ] |
| 2002       |          |                |                |                      |        |
| 2003       | Mislinja | Primož Peterka | Primož Pikl    | Rok Benkovič         | [ 65 ] |
| 2004       | Kranj    | Robert Kranjec | Rok Benkovič   | Primož Peterka       | [ 66 ] |
| 2005       | Kranj    | Robert Kranjec | Primož Peterka | Rok Benkovič         | [ 67 ] |
| 2006       | Kranj    | Jernej Damjan  | Primož Peterka | Primož Pikl          | [ 68 ] |
| 2007       | Kranj    | Jernej Damjan  | Jure Bogataj   | Jure Šinkovec        | [ 69 ] |
| 2008       | Kranj    | Robert Kranjec | Mitja Mežnar   | Jure Šinkovec        | [ 70 ] |
| 2009       | Kranj    | Robert Kranjec | Dejan Judež    | Jernej Damjan        | [ 71 ] |
| 2010       | Kranj    | Robert Kranjec | Jurij Tepeš    | Primož Pikl          | [ 72 ] |
| 2011       | Kranj    | Jurij Tepeš    | Dejan Judež    | Matic Kramaršič      | [ 73 ] |
| 2012       | Kranj    | Jurij Tepeš    | Jaka Hvala     | Robert Hrgota        | [ 74 ] |
| 2013       | Kranj    | Peter Prevc    | Jernej Damjan  | Robert Kranjec       | [ 75 ] |
| 2014       | Kranj    | Peter Prevc    | Jure Šinkovec  | Robert Kranjec       | [ 76 ] |
| 2015       | Kranj    | Peter Prevc    | Anže Lanišek   | Robert Kranjec       | [ 77 ] |
| 2016       | Kranj    | Peter Prevc    | Cene Prevc     | Andraž Pograjc       | [ 78 ] |
| 2017       | Kranj    | Timi Zajc      | Nejc Dežman    | Tilen Bartol         | [ 79 ] |
| 2018       | Kranj    | Rok Justin     | Žak Mogel      | Žiga Jelar           | [ 80 ] |
| 2019       | Kranj    | Timi Zajc      | Anže Lanišek   | Tilen Bartol         | [ 81 ] |
| 2020       | Kranj    | Timi Zajc      | Rok Justin     | Bor Pavlovčič        | [ 82 ] |
| 2021       | Kranj    | Anže Lanišek   | Cene Prevc     | Žiga Jelar Lovro Kos | [ 83 ] |
| 2022       | Kranj    | Anže Lanišek   | Lovro Kos      | Peter Prevc          | [ 84 ] |
| 2023       | Kranj    | Peter Prevc    | Anže Lanišek   | Timi Zajc            | [ 85 ] |
| 2024       | Kranj    | Timi Zajc      | Anže Lanišek   | Žiga Jančar          | [ 86 ] |

### Mężczyźni, skocznia duża
| Data | Miejsce | Złoty medal  | Srebrny medal   | Brązowy medal    | Źr.    |
| ---- | ------- | ------------ | --------------- | ---------------- | ------ |
| 2012 | Planica | Jurij Tepeš  | Jaka Hvala      | Matjaž Pungertar | [ 87 ] |
| 2013 | Planica | Tomaž Naglič | Matic Kramaršič | Jurij Tepeš      | [ 88 ] |
| 2014 | Planica | Anže Lanišek | Tomaž Naglič    | Matjaž Pungertar | [ 89 ] |

### Mężczyźni, drużynowo
| Data       | Miejsce  | Złoty medal                                                                 | Srebrny medal                                                                  | Brązowy medal                                                                  | Źr.    |
| ---------- | -------- | --------------------------------------------------------------------------- | ------------------------------------------------------------------------------ | ------------------------------------------------------------------------------ | ------ |
| przed 2001 |          |                                                                             |                                                                                |                                                                                |        |
| 2001       | Mislinja | SSK Ilirija 1 Igor Medved Simon Podrebršek Damjan Fras Jure Radelj          | SK Triglav Kranj 1 Robert Kranjec Bine Norčič Primož Peterka Primož Urh-Zupan  | SK Triglav Kranj 2 Bine Zupan Jure Bogataj Gašper Cvetko Gašper Čavlovič       | [ 64 ] |
| 2002–03    |          |                                                                             |                                                                                |                                                                                |        |
| 2004       | Kranj    | SK Triglav Kranj 1 Rok Urbanc Bine Zupan Primož Peterka Robert Kranjec      | SK Triglav Kranj 2 Branko Iskra Primož Urh-Zupan Jure Bogataj Bine Norčič      | SSK Ilirija 1 Jure Šinkovec Jure Radelj Damjan Fras Jernej Damjan              | [ 66 ] |
| 2005       | Kranj    | SK Triglav Kranj 1 Rok Urbanc Matevž Šparovec Primož Peterka Robert Kranjec | SSK Ilirija 1 Damjan Fras Luka Bardorfer Jure Šinkovec Jernej Damjan           | SK Triglav Kranj 2 Andraž Kern Primož Zupan Branko Iskra Jure Bogataj          | [ 67 ] |
| 2006       |          |                                                                             |                                                                                |                                                                                |        |
| 2007       | Kranj    | SK Triglav Kranj 1 Rok Urbanc Robert Kranjec Primož Peterka Jure Bogataj    | SSK Costella Ilirija Luka Bardorfer Anže Damjan Jure Šinkovec Jernej Damjan    | SK Triglav Kranj 2 Dejan Plevnik Branko Iskra Primož Zupan Jaka Oblak          | [ 90 ] |
| 2008       | Kranj    | SK Triglav Kranj 1 Jure Bogataj Robert Kranjec Rok Urbanc Primož Peterka    | SSK Costella Ilirija 1 Luka Brnot Anže Damjan Jure Šinkovec Jernej Damjan      | NSK Tržič - Trifix 1 Rok Zima Jernej Košnjek Luka Leban Mitja Mežnar           | [ 91 ] |
| 2009       | Kranj    | SK Triglav Kranj 1 Robert Kranjec Primož Peterka Peter Prevc Jaka Oblak     | SK Zagorje 1 Primož Roglič Miran Zupančič Dejan Judež Andraž Pograjc           | SSK Costella Ilirija 1 Rok Mandl Jure Šinkovec Matic Kramaršič Jernej Damjan   | [ 92 ] |
| 2010       | Kranj    | SK Triglav Kranj 1 Dejan Judež Rok Urbanc Peter Prevc Robert Kranjec        | SSK Costella Ilirija 1 Andraž Pograjc Rok Mandl Matic Kramaršič Jernej Damjan  | NSK Tržič - Trifix 1 Rok Zima Urban Sušnik Luka Leban Mitja Mežnar             | [ 93 ] |
| 2011       | Kranj    | SK Triglav Kranj 1 Nejc Dežman Peter Prevc Robert Kranjec Dejan Judež       | SSK Costella Ilirija 1 Andraž Pograjc Žiga Mandl Jernej Damjan Matic Kramaršič | SSK Alpina 1 Matic Benedik Gašper Martinčič Gašper Klinec Tomaž Naglič         | [ 94 ] |
| 2012       | Kranj    | SK Triglav Kranj 1 Robert Kranjec Cene Prevc Peter Prevc Dejan Judež        | SSK Alpina 1 Gašper Martinčič Gašper Klinec Matic Benedik Tomaž Naglič         | SSK Costella Ilirija 1 Žiga Mandl Matic Kramaršič Jernej Damjan Andraž Pograjc | [ 95 ] |
| 2013       | Kranj    | SK Triglav Kranj 1 Cene Prevc Nejc Dežman Robert Kranjec Peter Prevc        | SSK Costella Ilirija 1 Matic Rogelj Matic Kramaršič Andraž Pograjc Žiga Mandl  | SSK Sam Ihan 1 Gašper Bartol David Krapež Miha Kveder Jernej Damjan            | [ 96 ] |
| 2014       | Planica  | SK Triglav Kranj 1 Robert Kranjec Nejc Dežman Cene Prevc Peter Prevc        | SSK Sam Ihan 1 Jernej Damjan Tilen Bartol Gašper Bartol Jure Šinkovec          | SSK Ilirija 1 Žiga Mandl Jan Kus Tine Bogataj Andraž Pograjc                   | [ 97 ] |
| 2015       | Kranj    | SK Triglav Kranj 1 Robert Kranjec Žiga Jelar Domen Prevc Peter Prevc        | SSK Sam Ihan 1 Jernej Damjan Gašper Bartol Tilen Bartol Jure Šinkovec          | SSK Ilirija 1 Matic Kramaršič Martin Capuder Tine Bogataj Jan Kus              | [ 98 ] |

### Kobiety, skocznia normalna
| Data       | Miejsce | Złoty medal  | Srebrny medal | Brązowy medal  | Źr.     |
| ---------- | ------- | ------------ | ------------- | -------------- | ------- |
| przed 2007 |         |              |               |                |         |
| 2007       | Kranj   | Katja Požun  | Maja Vtič     | Eva Logar      | [ 99 ]  |
| 2008       | Kranj   | Maja Vtič    | Eva Logar     | Manja Pograjc  | [ 100 ] |
| 2009       | Kranj   | Eva Logar    | Špela Rogelj  | Barbara Klinec | [ 101 ] |
| 2010       | Kranj   | Maja Vtič    | Špela Rogelj  | Urša Bogataj   | [ 102 ] |
| 2011       | Kranj   | Ema Klinec   | Špela Rogelj  | Maja Vtič      | [ 103 ] |
| 2012       | Kranj   | Katja Požun  | Ema Klinec    | Špela Rogelj   | [ 104 ] |
| 2013       | Kranj   | Ema Klinec   | Katja Požun   | Maja Vtič      | [ 105 ] |
| 2014       | Kranj   | Maja Vtič    | Eva Logar     | Katja Požun    | [ 106 ] |
| 2015       | Kranj   | Ema Klinec   | Katja Požun   | Urša Bogataj   | [ 107 ] |
| 2016       | Kranj   | Maja Vtič    | Urša Bogataj  | Špela Rogelj   | [ 108 ] |
| 2017       | Kranj   | Ema Klinec   | Nika Križnar  | Urša Bogataj   | [ 109 ] |
| 2018       | Kranj   | Ema Klinec   | Maja Vtič     | Urša Bogataj   | [ 110 ] |
| 2019       | Kranj   | Ema Klinec   | Urša Bogataj  | Nika Križnar   | [ 111 ] |
| 2020       | Kranj   | Ema Klinec   | Urša Bogataj  | Nika Križnar   | [ 112 ] |
| 2021       | Kranj   | Nika Križnar | Urša Bogataj  | Jerneja Brecl  | [ 113 ] |
| 2022       | Kranj   | Ema Klinec   | Urša Bogataj  | Nika Prevc     | [ 114 ] |
| 2023       | Kranj   | Ema Klinec   | Nika Prevc    | Nika Križnar   | [ 115 ] |
| 2024       | Kranj   | Nika Prevc   | Ema Klinec    | Tina Erzar     | [ 116 ] |

### Kobiety, skocznia duża
| Data | Miejsce | Złoty medal | Srebrny medal | Brązowy medal | Źr.     |
| ---- | ------- | ----------- | ------------- | ------------- | ------- |
| 2013 | Planica | Katja Požun | Maja Vtič     | Špela Rogelj  | [ 117 ] |
| 2014 | Planica | Eva Logar   | Urša Bogataj  | Špela Rogelj  | [ 118 ] |

### Mieszane zawody drużynowe
| Data | Miejsce       | Złoty medal                                                         | Srebrny medal                                                                    | Brązowy medal                                                         | Źr.           |
| ---- | ------------- | ------------------------------------------------------------------- | -------------------------------------------------------------------------------- | --------------------------------------------------------------------- | ------------- |
| 2012 | Kranj         | SSK Alpina 1 Ema Klinec Tomaž Naglič Matic Benedik Gašper Martinčič | SSK Costella Ilirija 1 Špela Rogelj Matic Kramaršič Jernej Damjan Andraž Pograjc | SK Zagorje 1 Katja Požun Ernest Prišlič Miran Zupančič Dejan Žujič    | [ 119 ]       |
| 2013 | Kranj         | SSK Alpina Ema Klinec Florjan Jelovčan Matic Benedik Tomaž Naglič   | SSK Costella Ilirija 1 Urša Bogataj Matic Kramaršič Andraž Pograjc Žiga Mandl    | SK Zagorje Katja Požun Dejan Žujič Ernest Prišlič Miran Zupančič      | [ 120 ]       |
| 2014 | nie rozegrano | nie rozegrano                                                       | nie rozegrano                                                                    | nie rozegrano                                                         | nie rozegrano |
| 2015 | Kranj         | SK Zagorje Katja Požun Ernest Prišlič Andraž Pograjc Miran Zupančič | SSK Sam Ihan Eva Logar Jernej Damjan Gašper Bartol Jure Šinkovec                 | SSK Ilirija 1 Urša Bogataj Matic Kramaršič Tine Bogataj Jan Kus       | [ 121 ]       |
| 2016 | Kranj         | SSK Alpina Nika Križnar Ema Klinec Rok Oblak Tomaž Naglič           | SSK Ilirija Urša Bogataj Špela Rogelj Tine Bogataj Jan Kus                       | SK Zagorje Lara Logar Katja Požun Ernest Prišlič Andraž Pograjc       | [ 122 ]       |
| 2017 | Kranj         | SSK Alpina Nika Križnar Rok Oblak Ema Klinec Tomaž Naglič           | SSK Ilirija 1 Urša Bogataj Lovro Kos Špela Rogelj Jan Kus                        | SK Zagorje Lara Logar Miran Zupančič Katja Požun Andraž Pograjc       | [ 123 ]       |
| 2018 | Kranj         | SSK Ilirija 1 Špela Rogelj Matija Vidic Urša Bogataj Lovro Kos      | SSK Velenje Nika Vetrih Vid Vrhovnik Jerneja Brecl Aljaž Osterc                  | SK Triglav Kranj 1 Silva Verbič Nejc Dežman Katja Markuta Žiga Jelar  | [ 124 ]       |
| 2019 | Kranj         | SSK Ilirija 2 Špela Rogelj Urša Bogataj Lovro Kos Matija Vidic      | SSK Žiri Nika Križnar Ema Klinec Marcel Stržinar Rok Oblak                       | SSK Ilirija 1 Ema Volavšek Pia Mazi Maksim Bartolj Timotej Jeglič     | [ 125 ]       |
| 2020 | Kranj         | SSK Žiri Nika Križnar Marcel Stržinar Ema Klinec Rok Oblak          | SSK Ilirija 2 Špela Rogelj Rok Masle Urša Bogataj Lovro Kos                      | SK Triglav Kranj 1 Katja Markuta Cene Prevc Nika Prevc Peter Prevc    | [ 126 ]       |
| 2021 | Kranj         | SSK Ilirija 2 Špela Rogelj Rok Masle Urša Bogataj Lovro Kos         | SK Triglav Kranj 1 Nika Prevc Žiga Jelar Silva Verbič Cene Prevc                 | SSK Norica Žiri Jerica Jesenko Rok Oblak Nika Križnar Marcel Stržinar | [ 127 ]       |
| 2022 | Kranj         | SSK Ilirija 1 Ema Volavšek Rok Masle Urša Bogataj Lovro Kos         | SSK Žiri 1 Jerica Jesenko Marcel Stržinar Ema Klinec Rok Oblak                   | SK Triglav Kranj 1 Silva Verbič Cene Prevc Nika Prevc Peter Prevc     | [ 128 ]       |
| 2023 | Kranj         | SSK Norica Žiri Nika Križnar Marcel Stržinar Ema Klinec Rok Oblak   | NSK Tržič Taja Bodlaj Ožbe Zupan Ajda Košnjek Jaka Drinovec                      | SK Triglav Kranj Nika Prevc Mark Hafnar Teja Pavec Peter Prevc        | [ 129 ]       |
| 2024 | Kranj         | SK Triglav Kranj 1 Maja Kovačič Nejc Toporiš Nika Prevc Žiga Jelar  | SSK Norica Žiri 1 Nika Križnar Marcel Stržinar Ema Klinec Matic Jereb            | SSK Ilirija Urša Vidmar Rok Masle Taja Košir Lovro Kos                | [ 130 ]       |